# Julian Bond
Horace Julian Bond (14. januar 1940 - 15. august 2015) var en amerikansk social aktivist, leder i Borgerrettighedsbevægelsen, politiker, professor og forfatter. Mens han studerede ved Morehouse College i Atlanta, Georgia, i de tidlige 1960'ere, hjalp han med at etablere The Student Nonviolent Coordinating Committee (SNCC).
Bond blev valgt som repræsentant fire gange hos Georgia House of Reprensentation og senere seks gange som senator af staten Georgia, han sad sammenlagt i begge kamre i 20 år. Fra 1998 til 2010, var han formand for "National Association for the Advancement of Colored People" (NAACP) og den første præsident fra "The Southern Poverty Law center".